# Hatchet II
Hatchet II es una película estadounidense de horror del año 2010 escrita y dirigida por Adam Green, conocida por ser la secuela de la película Hatchet. Retomando justo donde terminó la primera película, Hatchet II sigue a Marybeth cuando escapa de las garras del asesino Victor Crowley. Después de conocer la verdad acerca de la conexión de su familia y el psicópata del hacha, Marybeth regresa a los pantanos de Luisiana, junto con un ejército de cazadores, para recuperar los cuerpos de su familia y emprender una sangrienta venganza contra el carnicero de Crowley. 
En esta película regresaron Kane Hodder y Tony Todd, quienes ya habían interpretado a Victor Crowley y al Reverendo Zombie en la película del 2006. Danielle Harris interpretó a Marybeth, un papel que en la película del 2006 había corrido a cargo de Tamara Feldman. La película fue proyectada por primera vez el 26 de agosto de 2010 en la edición de ese mismo año del London FrightFest Film Festival, y fue estrenada clasificada en los Estados Unidos y Canadá el 1 de octubre de 2010.

## Sinopsis
Después de conseguir escapar de Victor Crowley (Kane Hodder), Marybeth (Danielle Harris) ya sabe la verdad sobre su maldición, y se dirige hacia el pantano embrujado de Nueva Orleans para buscar venganza para su familia y matarlo de una vez por todas.

## Elenco
- Kane Hodder es Victor Crowley / Thomas Crowley.
- Danielle Harris es Marybeth.
- Tony Todd es Clive Washington (Reverendo Zombie).
- Tom Holland es Bob.
- R.A. Mihailoff es Trent Graves.
- Parry Shen es Justin.
- AJ Bowen es Layton.
- Alexis Peters es Avery.
- Sarah Agor es Britany.
- Ed Ackerman es Cleatus.
- Colton Dunn es Vernon.
- David Foy es Chad.
- Rick McCallum es John.
- John Carl Buechler es Jack Cracker.
- Erika Hamilton es Lena.
- Joleigh Fioreavanti es Jenna.
- Mercedes McNab es Misty.
- Kathryn Fiore es Shyann Crowley.
- Rileah Vanderbilt es Victor Crowley (de joven).
- Nick Principe es Cazador.
- Cody Blue Snider es Sampson (Joven).
- Joel Murray es Doug (Voz)
- Emma Bell es Parker O'Neil.

## Producción

### Desarrollo
Hatchet II fue anunciado en noviembre de 2008 donde Anchor Bay Entertainment estrenó un teaser póster para la película. Adam Green es el quien escribe y dirige, dependiendo de otros proyectos donde el trabaja. El 24 de noviembre de 2009 fue oficialmente anunciado que Adam Green regresó para escribir y dirigir. El final de la escritura fue completado el 7 de diciembre de 2009. Falsos escritos, falsos finales y una historia falsa fueron circulados en la industria y los no visitantes fueron alojados del plato. El elenco juntó para la primera mesa de lectura el 15 de diciembre de 2009.

### Casting
El 24 de noviembre de 2009 se anunció que Adam Green volvería a ser el guionista  y el director, y que Kane Hodder interpretaría a Victor Cowley. El 25 de noviembre se anunció que Tony Todd también estaría presente en la película. El 3 de diciembre de 2009 Danielle Harris anunció en su cuenta oficial de Twitter que interpretaría a Marybeth, un papel que en la primera película había correspondido a Tamara Feldman. El 8 de diciembre de 2009 A. J. Bowen y el director Tom Holland se unieron al proyecto. El 28 de diciembre de 2009 se anunció al resto del reparto: R. A. Mihailoff, Kathryn Fiore, Parry Shen, Rileah Vanderbilt, Ed Ackerman, Rick McCallum, Colton Dunn y David Foy.

### Filmación
Para dar cabida a las actividades promocionales de la película Frozen, también dirigida por Adam Green en el año 2010, se decidió dividir en dos partes el rodaje de la cinta. La primera comenzó el 7 de enero y terminó el día 23 del mismo mes; mientras la segunda se inició el 15 de enero y culminó el 24 de febrero con éxito total.

## Estreno
La premier de Hatchet II fue en Europa el 26 de agosto de 2010 como parte del London FrightFest Film Festival. La película bajo fue estrenada inambientada en los teatros transversales de los Estados Unidos por AMC Theaters como parte del Independiente programa de AMC el 1 de octubre de 2010. La película fue retirada de los teatros canadienses el 2 de octubre de 2010 y de los teatros de EE.UU. el 4 de octubre.

### Recepción
Basada en 25 críticas coleccionadas por Rotten Tomatoes, Hatchet II fue recibido con una mezcla de críticas con un overol de 36% aprobado ambientadamente de las críticas con un promedio de puntuación de 3.9 fuera de 10. Entre los Top Critics de Rotten Tomatoes, que consistió de las populares y notables críticas del top de los periódicos, sitios web, televisión y programas de radio, la película asimió un overol aprobado ambientadamente de 36%. Por comparación, Metacritic, que asignó un ambiente normalizado fuera de 100 de las críticas de los críticos establecidos, la película recibió un promedio de puntuación de 49, basado en 11 críticas.

## Secuela
El director Adam Green contradigo originalmente en una secuela, Hatchet III fue planeada para estrenarse en 2013, él fue recientemente elegido para que él bajo no fuera envuelto en las futuras secuelas.